# Alafia perrieri
Alafia perrieri là một loài thực vật có hoa trong họ La bố ma. Loài này được Jum. mô tả khoa học đầu tiên năm 1907.